# 1 Berliński Pułk Artylerii Lekkiej
1 Berliński pułk artylerii lekkiej (1 pal) – oddział artylerii lekkiej ludowego Wojska Polskiego.
Pułk został sformowany 14 maja 1943 roku, w obozie Sielce nad Oką, na podstawie rozkazu Rady Najwyższej ZSRR z 9 maja 1943, w składzie 1 Polskiej Dywizji Piechoty im. Tadeusza Kościuszki. 15 lipca 1943 roku, w rocznicę bitwy pod Grunwaldem, żołnierze pułku złożyli przysięgę.
Po zakończeniu działań wojennych pułk stacjonował początkowo w garnizonie Garwolin przy ul. Armii Czerwonej.

## Struktura organizacyjna pułku
Dowództwo i sztab
- 3 x dywizjon artylerii
  - 2 x bateria artylerii armat; w każdej baterii: 4x 76 mm armata dywizyjna wz. 1942 (ZiS-3)
  - 1 x bateria artylerii haubic; w baterii: 4x 122 mm haubica wz. 1938 (M-30)
- bateria parkowa

Stan etatowy wynosił 1039 żołnierzy, w tym: 150 oficerów, 299 podoficerów i 644 kanonierów.
Na uzbrojeniu i wyposażeniu jednostki znajdowało się:
- 76 mm armaty – 24
- 122 mm haubice – 12
- rusznice przeciwpancerne – 12
- pistolety maszynowe – 419
- samochody – 108
- ciągniki – 24

|  |  |

## Marsze i działania bojowe
W lipcu 1944 zabezpieczał działania sowieckiej piechoty w walkach o uchwycenie przyczółków nad Bugiem. W sierpniu i wrześniu wspierał 1 DP nad Wisłą. Na Wale Pomorskim walczył pod Podgajami, Dudylanami, Nadarzycami, Zdbicami. W marcu pułk uczestniczył w obronie wybrzeża Bałtyku, a w kwietniu w forsowaniu Odry. Od 29 kwietnia do 2 maja 1945 uczestniczył w walkach ulicznych w Berlinie. Żołnierze 7 i 8 baterii zatknęli polskie flagi na berlińskiej kolumnie zwycięstwa.
|  |  |  |  |

|  |  |  |  |

## Sztandar pułku
Sztandar ufundowany przez Obywatelski Komitet Województwa Warszawskiego został wręczony pułkowi 18 stycznia 1948 roku w Warszawie.
Opis sztandaru:

Płat o wymiarach 64 × 64 cm, obramowany na brzegach srebrną taśmą, ułożoną w wężyk na czerwonym tle, obszyty z trzech stron frędzlą złotą. Płat przymocowany jest do drzewca za pomocą skórzanej tulei.
Drzewce z jasnego politurowanego drewna, z dwóch części połączonych za pomocą stalowych okuć. Na drzewcu dwadzieścia dwa gwoździe pamiątkowe. Głowica w kształcie orła ze skrzydłami stylizowanymi na wzór skrzydeł husarskich, wspartego na cokole skrzynkowym z napisem: „1 B.PAL”. Przy drzewcu wstążka biało-czerwona zawiązana w kokardę.
Strona główna:

Czerwony krzyż grunwaldzki obwiedziony srebrem; pola między ramionami krzyża białe. Pośrodku haftowany srebrną nicią orzeł w otoku wieńca laurowego haftowanego złotą nicią. Na górnym i dolnym ramieniu krzyża haftowany srebrną nicią napis: „HONOR I OJCZYZNA”. Na białych polach haftowane srebrną nicią inicjały pułku „1. B.PAL” ponad dwoma złotymi gałązkami lauru.
Strona odwrotna:

Biały krzyż grunwaldzki obwiedziony srebrem; pola między ramionami krzyża czerwone. Pośrodku haftowany złotą nicią napis: „ZA POLSKĘ WOLNOŚĆ I LUD”. Na czerwonych polach, ponad złotymi gałązkami lauru, w konturach tarcz napisy i herb: w lewym górnym – „BERLIN 2 V 1945"; w prawym górnym „LENINO 13 X 1943"; w lewym dolnym – „WARSZAWA 17 I 1945"; w prawym dolnym — orzeł.

## Żołnierze pułku
Dowódcy
- ppłk Leon Bukojemski (do 17 IX 1943)
- mjr Antoni Frankowski (do 23 V 1944)
- ppłk Sergiusz Raskow (do końca wojny)

Oficerowie
- Ignacy Szczęsnowicz
- Mikołaj Troicki

Żołnierze
- Kazimierz Otap
- Antoni Jabłoński